# Hermann Schornstein
Ernst Hermann Schornstein (* 21. November 1811; † 20. April 1882 in Elberfeld) war ein deutscher Pianist, Dirigent und Komponist.

## Leben
Hermann Schornstein war der älteste Sohn von Johannes Schornstein. Er studierte ab 1828 bei Johann Nepomuk Hummel in Weimar und kehrte anschließend in seine Heimatstadt zurück.
Dort wurde er Organist an der reformierten Kirche und übernahm 1853 die Leitung des Elberfelder Gesangvereins. Von 1855 bis 1878 wirkte er außerdem als städtischer Musikdirektor in Elberfeld. Sein Nachfolger wurde 1879 Julius Buths.
Sein bekanntestes Werk ist sein erstes Klavierkonzert, das von Robert Schumann sehr gelobt wurde.
Nach seinem Tod wurde ihm zu Ehren das Requiem von Luigi Cherubini aufgeführt.

## Werke (Auswahl)
- Klavierkonzert Nr. 1 f-Moll op. 1 (1835)[1]